# Xhuliano Kamberaj
Xhuliano Kamberaj (Trente, 30 mei 1994) is een Albanees voormalig wielrenner die in 2016 reed voor Skydive Dubai Pro Cycling Team-Al Ahli Club.

## Carrière
In 2014 won Kamberaj de wegrit op de Albanese kampioenschappen, en werd hij achter Iltjan Nika tweede in de tijdrit. Eerder dat jaar eindigde hij al op een zevende plek in de door Jakub Mareczko gewonnen Circuito del Porto-Trofeo Arvedi. Een jaar later werd hij vierde in deze Italiaanse eendagskoers.
In 2016 reed hij onder meer de Ronde van Qatar en de Ronde van Trentino. In de belangrijkste Qatarese wedstrijd werd hij achtste in het jongerenklassement en samen met zijn ploeggenoten werd hij twaalfde in de openingsploegentijdrit van de Ronde van Trentino.
In 2017 won Kamberaj de derde etappe in de Ronde van Albanië, die dat jaar voor het eerst op de UCI-kalender stond. Later dat jaar werd hij twintigste in de wegwedstrijd op het Europese kampioenschap. In 2018 won hij wederom een etappe in de Ronde van Albanië. Een maand later reed hij de wegwedstrijd op de Middellandse Zeespelen niet uit.

## Overwinningen
2014
 Albanees kampioen op de weg, Elite
2017
3e etappe Ronde van Albanië
2018
3e etappe Ronde van Albanië

## Ploegen
- 2016 –  Skydive Dubai Pro Cycling Team-Al Ahli Club